# Arado SC II
Die Arado SC II ist ein in den 1920er Jahren entwickeltes deutsches und in einer kleineren Serie gebautes Schulflugzeug der Arado Flugzeugwerke in Warnemünde.

## Entwicklung
Die SC II wurde wie schon ihre Vorgängerin SC I von Walter Rethel entworfen und erschien 1928. Im Vergleich zu ihrer Vorgängerin wurde sie in ihren Abmessungen etwas größer gehalten und mit einem stärkeren Triebwerk versehen. Der Prototyp war eine umgebaute SC I mit der Werknummer 37 und dem Kennzeichen D–1311. Während der Abnahmeflüge machte er am 24. April 1928 in Warnemünde vor Vertretern der DVL aufgrund Motorversagens eine Bruchlandung, konnte aber wieder instand gesetzt werden. Noch 1928 wurde eine SC II auf dem Pariser Aérosalon und nachfolgend auf der Internationalen Luftfahrtausstellung in Berlin ausgestellt. Bis 1930 wurden zehn Flugzeuge gebaut, von denen das letzte im Januar 1931 zugelassen wurde, und von denen acht an die DVS geliefert und z. B. an deren Schulen in Berlin-Staaken und Schleißheim geflogen wurden. Eine SC II wurde im Juni 1930 nach China verschifft und in Nanjing und Shanghai vorgeflogen, was anschließend mit ihr geschah, ist ungewiss. Nach Aussage eines ehemaligen Ingenieurs von Arado sollen noch drei weitere Exemplare nach China gelangt sein. Die letzten beiden SC II wurden im Juni 1937 aus dem Register gelöscht.

## Aufbau
Die SC II ist ein freitragender, stark gestaffelter Anderthalbdecker in Gemischtbauweise. Der Rumpf bestand aus einem geschweißten Stahlrohrgerüst mit rechteckigem Querschnitt, das in eine senkrechte Schneide auslief. Es war bis zum hinteren Sitz mit diagonal eingeschweißten Stahlrohren und danach mit Drahtauskreuzungen verstärkt. Der Motorträger und der vordere Bereich waren bis zur vorderen Kabine mit Aluminiumblechen beplankt und dahinter mit Stoff bespannt. Der Rumpfrücken wurde aus einer aus Sperrholz gefertigten und abnehmbar gestalteten halbrunden Abdeckung gebildet, unter der sich ein von außen erreichbarer Gepäckraum mit den Maßen 75 × 60 × 40 cm befand. Die beiden Besatzungskabinen mit Doppelsteuer lagen hintereinander und waren offen, davor befand sich ein Brandschott mit dem 45-l-Schmiermittelbehälter. Der Wassertank war über dem Motor angebracht, der NFK-Lamellenkühler darunter („Bauchkühler“).
Die Tragflächen besaßen Trapezform mit abgerundeten Randbögen, wobei der Unterflügel leicht V-Form aufwies. Sie waren zueinander gestaffelt und einteilig und bestanden aus einem Holzgerüst mit zwei Kastenholmen, Gurten und Stegen aus Birken- sowie Fachwerkrippen aus Sperrholz. Die Flügelnase wurde aus Sperrholz gebildet, ebenso die Beplankung an den Unterseiten zwischen den beiden Holmen, der Rest war mit Stoff bespannt. Das Mittelstück des Oberflügels, in dem der Kraftstofftank untergebracht war, war als Baldachin ausgelegt, abgestützt am unteren Flügelanschluss durch zwei Streben. Zwei schräggestellte N-Stiele befanden sich zwischen Ober- und Unterflügel. Die Verbindung des Unterflügels mit dem Rumpf wurde durch vier Bolzen am unteren Längsholm bewerkstelligt. Querruder, bestehend aus einem stoffbespannten Holzgerüst, befanden sich nur im Oberflügel.
Das Leitwerk bestand aus stoffbespanntem Stahlrohr, die Höhenflosse war durch I-Streben zum Rumpf und zur Seitenflosse hin abgestützt, Höhen- und Seitenruder waren ausgeglichen.
Das Fahrwerk der SC II bestand aus dem aus zwei Federstreben mit geteilter Achse bestehendem Hauptfahrwerk und einem Schleifsporn am Heck. Es wurde allgemein als für ein Schulflugzeug zu schwach empfunden. Der sehr kurz gehaltene starre Hecksporn bewirkte bei der Landung eine Neigung des Flugzeugs zum Kippen auf die Seite und zum Ausbrechen, weshalb die SC II wahrscheinlich auch nicht in größerer Zahl produziert wurde.

## Technische Daten
| Kenngröße                   | Daten                                                                                                 |
| --------------------------- | --- |
| Besatzung                   | 2 |
| Spannweite                  | oben 13,20 m unten 10,50 m                                                                            |
| Länge                       | 8,89 m                                                                                                |
| Höhe                        | 3,54 m                                                                                                |
| Flügelfläche                | 39,98 m²                                                                                              |
| Flächenbelastung            | 50 kg/m²                                                                                              |
| Leistungsbelastung          | 6 kg/PS                                                                                               |
| Rüstmasse                   | 1275 kg                                                                                               |
| Zuladung                    | 710 kg                                                                                                |
| Nutzlast                    | 70 kg                                                                                                 |
| Startmasse                  | 1985 kg                                                                                               |
| Antrieb                     | ein wassergekühlter Sechszylinder-Viertakt-Reihenmotor mit starrer Zweiblatt-Holzluftschraube (⌀ 3 m) |
| Typ                         | BMW Va 5,5                                                                                            |
| Startleistung Dauerleistung | 360 PS (265 kW) bei 1650/min 320 PS (235 kW) bei 1580/min in Bodennähe                                |
| Kraftstoffvolumen           | 600 l                                                                                                 |
| Höchstgeschwindigkeit       | 185 km/h in Bodennähe 180 km/h in 1000 m Höhe                                                         |
| Landegeschwindigkeit        | 80 km/h                                                                                               |
| Steiggeschwindigkeit        | 3 m/s                                                                                                 |
| Steigzeit                   | 5,39 min auf 1000 m Höhe 10 min auf 2000 m Höhe                                                       |
| Dienstgipfelhöhe            | 5000 m                                                                                                |